# Hösjön, Norrbotten
Hösjön är en sjö i Luleå kommun i Norrbotten och ingår i Alåns huvudavrinningsområde.